# Trelge skjutfält
Trelge skjutfält är ett militärt skjutfält som är beläget vid Norra Gattet och norr om Fårösunds centrum och ligger inom Gotlands kommun.

## Historik
Trelge skjutfält har varit övningsplats för Gotlands kustartilleriregemente (KA 3) och delvis för Gotlands regemente (P 18). År 2012 började Fortifikationsverket förbereda en försäljning av skjutfältet till Naturvårdsverket. År 2015 meddelade dock Försvarsmakten att de önskade även i fortsättningen använda samt ha tillgång till marken.